# Gattavadi, Nanjangud
Gattavadi là một làng thuộc tehsil Nanjangud, huyện Mysore, bang Karnataka, Ấn Độ.